# ノースリッジ地震

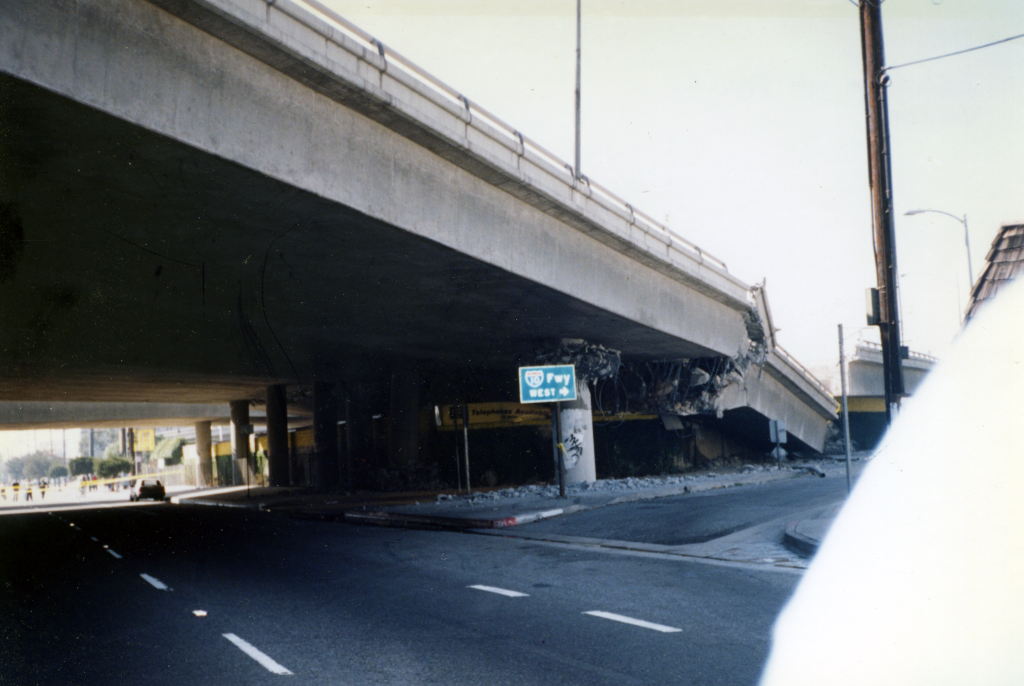
崩れた高速道路

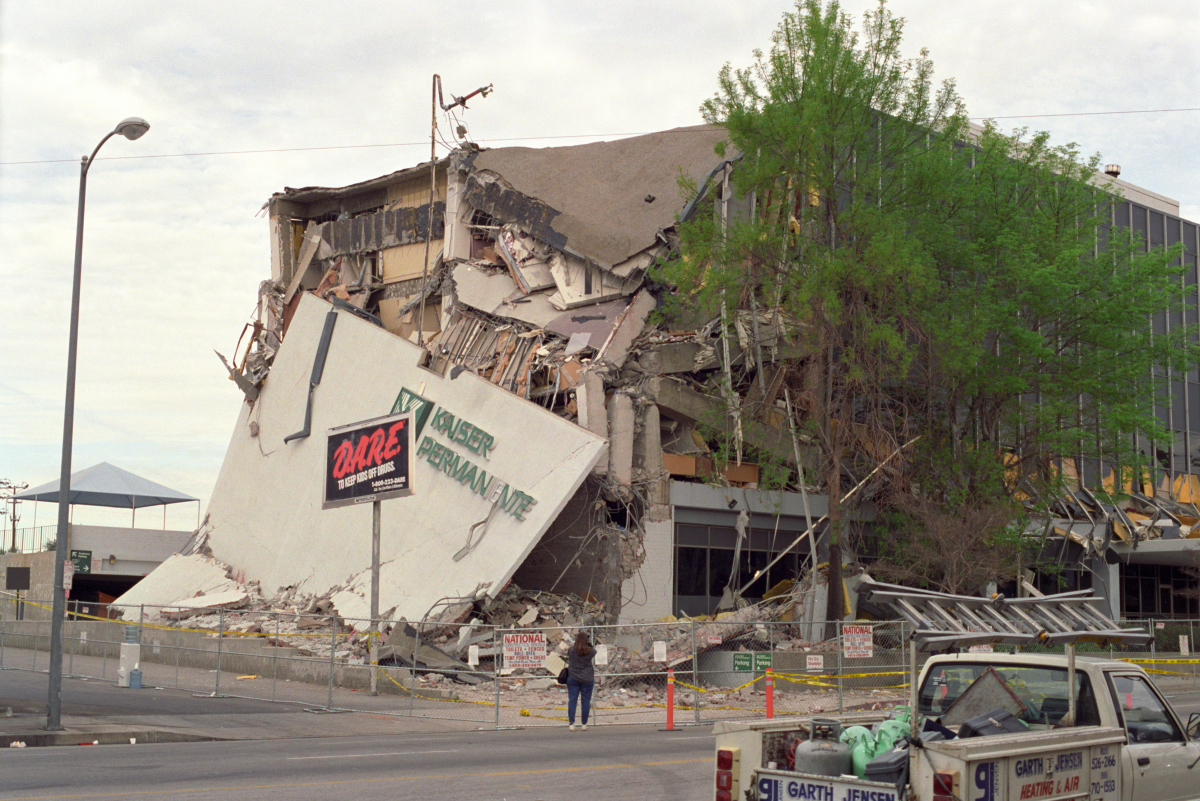
倒壊した商業施設

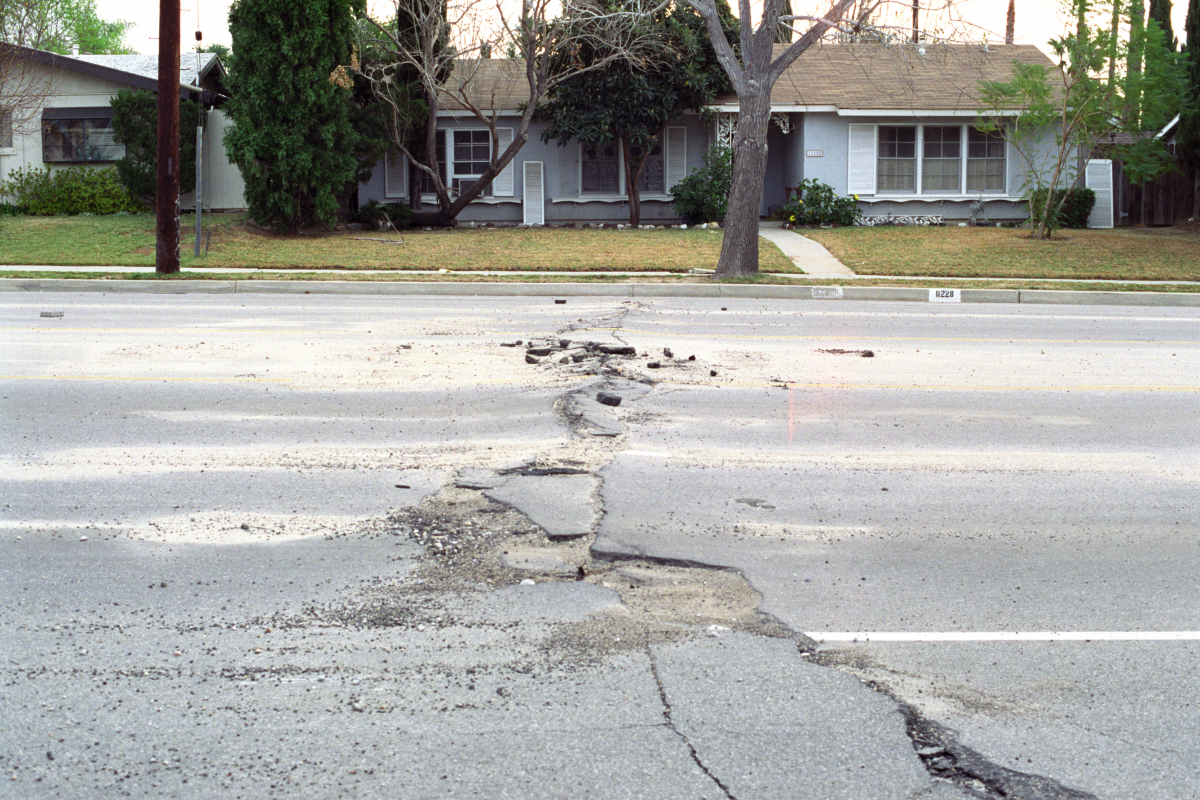
道路の被害

ノースリッジ地震（ノースリッジじしん、Northridge earthquake）は、1994年1月17日4時30分55秒（太平洋標準時）、アメリカ合衆国カリフォルニア州ロサンゼルス市ノースリッジ地方で発生した地震である。ロサンゼルス地震とも呼ばれる。モーメントマグニチュードは6.7だが、震源は14.6キロと、極めて浅い。人的被害は死者57名、負傷者約5,400人、入院1,467名に上る。また、高速道路が崩壊するなどの被害を受け、アメリカ史上最も経済的損害の大きい地震となった。

## 概要
震央はロサンゼルス中心部の北東32km、サンフェルナンド・バレー。当初ノースリッジ地方と考えられた（後に実際にはレセダ地方で起きたと示された）。アメリカ海洋大気庁国立地球物理データセンター（National Geophysical Data Center、NGDC）は震央の地理座標を北緯34.213度、西経118.537度、エルクウッド通りの端、ベアド通りの東と決定した。
被害は77km離れた所まで達し、最も大きな被害はサンフェルナンド・バレー西部とサンタモニカで生じた。高速道路での主だった被害は震央から32kmまで達した。連邦国道10号（サンタモニカ高速道路）とカリフォルニア州道14号（アンテロープバレー高速道路）は完全に破壊され、再建が必要となった。
この地震によって幾つかの商業施設が倒壊したが、地震発生が早朝であったことと、その日が合衆国祝日であるキング牧師記念日であった為、死傷者は最低限に留まったと考えられる。また、カリフォルニアでの地震活動は以前から知られており、地元の建築基準法により地震による構造崩壊の危険性を低減する為の構造設計が義務付けられていた。実際、倒壊した建築物の一つは基準法に違反していた。
被災建築物の調査により、鋼構造が予期していた程には効果的でなかったことが判明した。この調査結果を元にして、建築基準法の見直しが図られた。
地震は衝上断層によるもので、加速度は広範囲で1.0Gに達した。多くの被害は横揺れによってもたらされたが、被害の一部は火災と地形変形によってももたらされた。地面が50cm上昇した地域もある。
この地震は、カリフォルニアにおいて甚大な被害をもたらした直近の地震の中では3番目にあたり、1番目は1971年に発生したサンフェルナンド（シルマー）地震（Mw6.6）、2番目は1989年に発生したロマ・プリータ地震（Mw6.9、リヒターマグニチュード7.1）である。アメリカ全体で見ると、1906年のサンフランシスコ地震以来最大の被害をもたらした。経済的損失においてはアメリカの歴史において最悪の自然災害の一つであり、1992年のハリケーン・アンドリューに匹敵する。
幾つかの重要な病院は建物被害がひどく、地震後に使用不能となった。地域のけが人を受け入れられないばかりか、もともと病院に入院していた患者が搬送されることとなり、地震に耐えた他の病院には大きな負担となった。その結果、州議会は全てのカリフォルニア州の病院が救急医療部と救急室が耐震構造を持つことを定めた法律を2005年1月1日に通過させた。
シミバレーにあるグランマ・プリスブリーのボトルヴィレッジなど、歴史的建造物も被害を受けた。
また、この災害で捜索救難と復興に威力を発揮したのが、1979年に組織されたアメリカ合衆国連邦緊急事態管理庁（FEMA）であった。FEMAはその初期から世界各国の同様の機構の手本となっており、有数の地震国であり、かつ台風や異常気象による水害も少なくない日本でも検討された時期があったが、先送りが続くうち、いつしか立ち消えとなってしまった。
なお、ノースリッジ地震からちょうど1年後の1995年1月17日、日本で兵庫県南部地震（阪神・淡路大震災）が発生した。この2つの地震災害の共通点は「早朝に発生した」「激震で高速道路が倒壊した」ということである。ノースリッジ地震によって高速道路が倒壊した光景を目にした日本人の専門家は「日本の高速道路は耐震設計が十分なので大地震にも耐えられるだろうから大丈夫だ」と口を揃えたが、1年後の阪神・淡路大震災で阪神高速道路などが倒壊したことにより、前述の安全神話は脆くも崩れ去る形となってしまった。